# Lipkové
Lipkové (také litevští Tataři, polští Tataři nebo běloruští Tataři) je turkický národ žijící v zemích střední a východní Evropy: Polsku, na Litvě a v Bělorusku. Jejich počet se odhaduje na 12 000 lidí, z nichž přibližně 7 000 žije v Bělorusku, 3 000 v Litvě a 1 900 v Polsku. Neoficiální metropolí polských Tatarů je vesnice Kruszyniany.

## Dějiny
Tataři se usazovali na území Litevského velkoknížectví od 14. století, někteří se účastnili bitvy u Grunwaldu. Jako zkušení válečníci a jezdci byli platnou součástí armády Litvy a později Lublinské unie, často byli povyšováni do šlechtického stavu (ačkoli roku 1672 část Tatarů povstala proti králi Janu III. Sobieskému a spojila se s Osmany). Postupně se usadili a přijali jazyk většiny, uchovali si však islámské vyznání, ještě na počátku 20. století používali arabské písmo.
Od roku 1992 mají svoji organizaci, Svaz Tatarů Polské republiky, který organizuje kulturní akce, vydává knihy a časopisy. Označení Lipka vzniklo zkomolením geografického názvu Litva.

## Osobnosti
- Charles Bronson
- Henryk Sienkiewicz
- Magdalena Abakanowiczová